# Les Biches (Poulenc)
Les Biches (en català Les cérvoles o les daines, o els estimats) és un ballet d'un acte amb música de Francis Poulenc, coreografiat per Bronislava Nijinska i estrenat pels Ballets Russos el 6 de gener de 1924 a la Salle Garnier de Montecarlo. Nijinska interpretava el paper central de l'Amfitriona. El ballet no té argument i mostra les interaccions aleatòries d’un grup, principalment de joves, en una festa en una casa durant una tarda d’estiu.
El ballet es va poder veure a París i Londres en el termini d'un any després de la seva estrena, i s'hi ha representat amb freqüència; no es va produir a Nova York fins al 1950. Nijinska va dirigir reposicions del ballet per a diverses companyies durant les quatre dècades posteriors a la seva creació. Les Biches, amb recreacions del vestuari i l'escenografia originals de Marie Laurencin, roman al repertori del Ballet de l'Òpera de París, el Ballet Reial i altres companyies. La música s'ha utilitzat per a ballets posteriors, tot i que no han seguit l'exemple de Nijinska a l'hora de guanyar-se un lloc en el repertori habitual.
La música del ballet original inclou tres peces corals. Quan va revisar la partitura entre 1939 i 1940, Poulenc va fer que les parts corals fossin opcionals, i habitualment l’obra s’interpreta només amb acompanyament orquestral. El compositor en va extreure una suite de cinc moviments per a concerts, que s’ha enregistrat en disc des dels anys cinquanta.

## Història

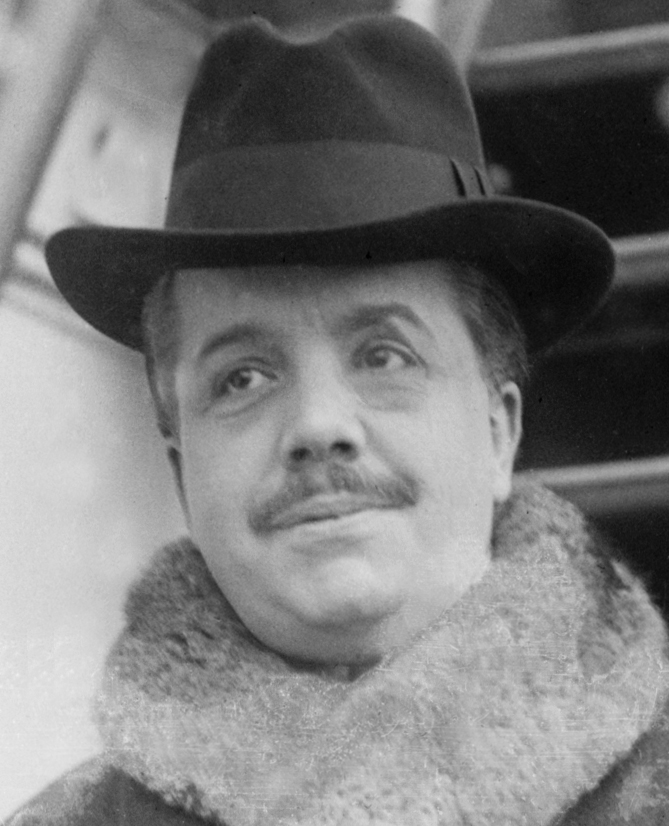
Serguei Diàguilev

Serguei Diàguilev, propietari dels Ballets Russos, va contactar amb Poulenc el novembre de 1921 amb una proposta d'encàrrec.  El pla original era que Poulenc compongués la música d'un escenari de ballet amb el títol Les Demoiselles, escrit per la dissenyadora de moda Germaine Bongard. El juliol següent va quedar clar que Bongard no volia seguir endavant; Poulenc va escriure al seu amic i company de Les Six, Darius Milhaud, que en comptes d'això "probablement escriuré una suite de danses sense llibret". Més o menys al mateix temps va dir a Ígor Stravinski que després de consultar Diàguilev i la dissenyadora, Marie Laurencin, "tinc una concepció clara del meu ballet que no tindrà tema, simplement danses i cançons".
Els títols dels números de la partitura indiquen que Poulenc va seguir aquest pla, però va conservar dues característiques importants de l'obra proposada per Bongarďs: un element coral, amb cantants invisibles que comentaven l'acció, i les "demoiselles". En una anàlisi publicada a The Musical Quarterly el 2012, Christopher Moore descriu la primera com una reminiscència de Pulcinella de Stravinski, i la segona com "un cos de ballet de dones joves coquetes". Per al text, Poulenc va passar una quantitat considerable de temps a la Biblioteca Nacional de França, buscant textos per a les interjeccions corals. Va trobar el que el seu biògraf Carl B. Schmidt descriu com "uns textos lleugerament obscens del segle XVIII", que va utilitzar en tres dels números de la partitura.
Poulenc va tenir dificultats per trobar el nom adequat per al ballet, i finalment va tenir la idea de dir-li Les Biches, fent ressò del títol del ballet clàssic Les Sylphides. El títol que va triar és, com ell mateix va admetre, intraduïble a cap altra llengua. La paraula biche se sol traduir com a "daina", una cérvola adulta; també s'utilitzava com a terme d'argot per a una dona coqueta. Moore amplia la definició: "Com s'ha assenyalat sovint, la paraula biches està plena de doble sentit, referint-se més òbviament a les daines, però també, en el món subterrani de l'argot parisenc, a una dona (o irònicament, un home) amb inclinacions sexuals desviades."
A mitjans de 1923, Poulenc havia completat la primera versió de la partitura, després d'una mica d'ajuda amb els detalls de l'orquestració del seu mestre, Charles Koechlin. A finals d'octubre, a petició de Diàguilev, va viatjar a Montecarlo per ajudar a supervisar la producció. El compositor va quedar encantat amb el treball de la coreògrafa Nijinska, que va qualificar de "meravellosa"; va escriure a Milhaud que ella havia entès realment la seva partitura. Entre el novembre de 1923 i l'estrena el gener de 1924, Poulenc, juntament amb Nijinska, va supervisar, segons la seva estimació, «almenys 72 assajos o prop de 250 hores de treball». Les Biches va ser un èxit immediat, primer a Montecarlo el gener de 1924 i després a París el maig, sota la direcció d'André Messager, i ha estat una de les partitures més conegudes de Poulenc. La nova celebritat de Poulenc després de l'èxit del ballet va ser la causa inesperada del seu allunyament d'Erik Satie, de qui havia estat protegit: entre els nous amics que Poulenc va fer hi havia Louis Laloy, un escriptor a qui Satie considerava amb una enemistat implacable. L'amic de Poulenc, Georges Auric, que acabava de gaudir d'un triomf similar amb un ballet de Diàguilev, Les Fâcheux, també va ser repudiat per Satie per convertir-se en amic de Laloy.

## Música
Poulenc va revisar l'orquestració exhaustivament entre 1939 i 1940 (publicada el 1947). Va extreure una suite de cinc moviments de la partitura completa del ballet (1948), ometent l'obertura i els tres moviments corals. La suite està dedicada a Misia Sert. La partitura publicada especifica els instruments següents: vent fusta: 1 flautí, 2 flautes, 2 oboès, 1 corn anglès, 2 clarinets, 1 clarinet baix, 2 fagots, 1 contrafagot; metall: 4 trompes, 3 trompetes, 3 trombons, 1 tuba; percussió: bombo de percussió, tambor de camp, glockenspiel, caixa, címbal suspès, pandereta, tambor tenor, triangle; celeste, glockenspiel; i corda.
La partitura de Les Biches a vegades es descriu com a neoclàssica. La forma de la peça —una obertura seguida de diversos moviments no vinculats— segueix la pràctica musical del segle XVIII, i Poulenc es va proposar seguir els precedents clàssics en la seva escriptura tonal i harmònica. Va escriure a Milhaud:
 
| « | Les Biches serà molt clara, sòlida i clàssica. L’obertura de l’ensemble oscil·la entre fa major, la dominant, la subdominant, la menor relativa, etc., igual que els finals de les simfonies clàssiques; el "Jeu" està en mi, si, la, etc., i el "Rondeau" final en re, la, sol, etc. Per a les cançons, tinc uns textos preciosos però una mica obscens (del segle XVIII). | » |

L'analista Gérald Hugon escriu que altres influències en la partitura del jove compositor són la cançó francesa del segle XVIII (al Rondeau), el ragtime (a la Rag-Mazurka) i compositors que van des de l’era clàssica (Mozart i Schubert) fins a contemporanis com Stravinski i Prokófiev, passant per Txaikovski: Hugon cita el comentari de Claude Rostand segons el qual, segons Poulenc, l’Adagietto s’inspirava en una variació de La Bella Dorment. El biògraf de Poulenc, Henri Hell, troba que la partitura "evoca irresistiblement l’art de Domenico Scarlatti".
La partitura completa del ballet consta d’una obertura seguida de vuit moviments. El segon (Chanson dansée), el quart (Jeu) i el setè (Petite chanson dansée) inclouen parts per a un cor no visible. L’edició publicada indica un mínim de dotze cantants (quatre sopranos, quatre tenors i quatre barítons), tot i que també sembla indicar que a l’estrena només hi havia una veu per part.{{refn|Artistes du chant (Monte-Carlo): Mme Romanitza; M. Fouquet (ténor); M. Cérésol (baryton). Quan Poulenc va revisar la partitura, va fer que les parts vocals fossin opcionals.